# Carlotta di Sassonia-Meiningen
Carlotta di Sassonia-Meiningen (Francoforte sul Meno, 11 settembre 1751 – Genova, 25 aprile 1827) era figlia del duca Antonio Ulrico di Sassonia-Meiningen e di sua moglie, la principessa Carlotta Amalia d'Assia-Philippsthal.

## Biografia
Il 21 marzo 1769 sposò, a Meiningen, il principe ereditario Ernesto II di Sassonia-Gotha-Altenburg, salito al trono nel 1772.
Ernesto era considerato un monarca illuminato, grande promotore dell'arte e delle scienze, sforzo nel quale venne sostenuto attivamente dalla moglie. La principessa si interessò principalmente di astronomia: calcolò tabelle ausiliarie per l'astronomo di corte Franz Xaver von Zach, partecipò anche alle osservazioni di costui, prese parte al congresso degli astronomi europei tenutosi presso l'osservatorio di Gotha nel 1798 ed intrattenne autonomamente una corrispondenza con i principali astronomi della sua epoca.
Nella residenza di Gotha fece erigere la Teeschlösschen, la sua residenza estiva preferita collocata nell'Orangerie, realizzata in forma di una cappella in stile neogotico.
Dopo la morte del marito, avvenuta nel 1804, Carlotta si trovò in difficoltà con il figlio Augusto, divenuto nuovo duca. Ella abbandonò allora Gotha con l'astronomo von Zach come sovrintendente superiore di corte e trascorse qualche tempo ad Eisenberg. Più tardi, viaggiò con von Zach nel sud Europa, e visse per molti anni a Marsiglia, ed in seguito a Genova, dove morì nel 1827.

## Discendenza
Carlotta ed Ernesto ebbero quattro figli:
- Ernesto (27 febbraio 1770-3 dicembre 1779);
- Augusto (23 novembre 1772-27 maggio 1822);
- Federico (28 novembre 1774-11 febbraio 1825);
- Luigi (21 ottobre 1777-26 ottobre 1777).

## Antenati
|                                               |                              |                                                              | Genitori                                          |  |  | Nonni |  |  | Bisnonni                              |  |  | Trisnonni                   |  |
|                                               |                              |                                                              |                                                   |  |  |       |  |  | Ernesto I di Sassonia-Gotha-Altenburg |  |  | Giovanni di Sassonia-Weimar |  |
|                                               |                              |                                                              |                                                   |  |  |       |  |  | Ernesto I di Sassonia-Gotha-Altenburg |  |  | Giovanni di Sassonia-Weimar |  |
|                                               |                              | Dorotea Maria di Anhalt                                      |                                                   |  |  |       |  |  | Ernesto I di Sassonia-Gotha-Altenburg |  |  |                             |  |
| Bernardo I di Sassonia-Meiningen              |                              |                                                              |                                                   |  |  |       |  |  | Ernesto I di Sassonia-Gotha-Altenburg |  |  |                             |  |
|                                               |                              | Elisabetta Sofia di Sassonia-Altenburg                       | Giovanni Filippo di Sassonia-Altenburg            |  |  |       |  |  |                                       |  |  |                             |  |
|                                               |                              | Elisabetta Sofia di Sassonia-Altenburg                       | Giovanni Filippo di Sassonia-Altenburg            |  |  |       |  |  |                                       |  |  |                             |  |
|                                               |                              | Elisabetta Sofia di Sassonia-Altenburg                       | Elisabetta di Brunswick-Wolfenbüttel              |  |  |       |  |  |                                       |  |  |                             |  |
| Antonio Ulrico di Sassonia-Meiningen          |                              | Elisabetta Sofia di Sassonia-Altenburg                       |                                                   |  |  |       |  |  |                                       |  |  |                             |  |
|                                               |                              | Antonio Ulrico di Brunswick-Lüneburg                         | Augusto di Brunswick-Lüneburg                     |  |  |       |  |  |                                       |  |  |                             |  |
|                                               |                              | Antonio Ulrico di Brunswick-Lüneburg                         | Augusto di Brunswick-Lüneburg                     |  |  |       |  |  |                                       |  |  |                             |  |
|                                               |                              | Antonio Ulrico di Brunswick-Lüneburg                         | Dorotea di Anhalt-Zerbst                          |  |  |       |  |  |                                       |  |  |                             |  |
| Elisabetta Eleonora di Brunswick-Wolfenbüttel |                              | Antonio Ulrico di Brunswick-Lüneburg                         |                                                   |  |  |       |  |  |                                       |  |  |                             |  |
|                                               |                              | Elisabetta Giuliana di Schleswig-Holstein-Sonderburg-Norburg | Federico di Schleswig-Holstein-Sonderburg-Norburg |  |  |       |  |  |                                       |  |  |                             |  |
|                                               |                              | Elisabetta Giuliana di Schleswig-Holstein-Sonderburg-Norburg | Federico di Schleswig-Holstein-Sonderburg-Norburg |  |  |       |  |  |                                       |  |  |                             |  |
|                                               |                              | Elisabetta Giuliana di Schleswig-Holstein-Sonderburg-Norburg | Eleonora di Anhalt-Zerbst                         |  |  |       |  |  |                                       |  |  |                             |  |
| Carlotta di Sassonia-Meiningen                |                              | Elisabetta Giuliana di Schleswig-Holstein-Sonderburg-Norburg |                                                   |  |  |       |  |  |                                       |  |  |                             |  |
|                                               | Filippo d'Assia-Philippsthal | Guglielmo VI d'Assia-Kassel                                  |                                                   |  |  |       |  |  |                                       |  |  |                             |  |
|                                               | Filippo d'Assia-Philippsthal | Guglielmo VI d'Assia-Kassel                                  |                                                   |  |  |       |  |  |                                       |  |  |                             |  |
|                                               | Filippo d'Assia-Philippsthal | Edvige Sofia di Brandeburgo                                  |                                                   |  |  |       |  |  |                                       |  |  |                             |  |
| Carlo I d'Assia-Philippsthal                  | Filippo d'Assia-Philippsthal |                                                              |                                                   |  |  |       |  |  |                                       |  |  |                             |  |
|                                               |                              | Caterina Amalia di Solms-Laubach                             | Carlo Ottone di Solms-Laubach                     |  |  |       |  |  |                                       |  |  |                             |  |
|                                               |                              | Caterina Amalia di Solms-Laubach                             | Carlo Ottone di Solms-Laubach                     |  |  |       |  |  |                                       |  |  |                             |  |
|                                               |                              | Caterina Amalia di Solms-Laubach                             | Amöne Elisabeth di Bentheim-Steinfurt             |  |  |       |  |  |                                       |  |  |                             |  |
| Carlotta Amalia d'Assia-Philippsthal          |                              | Caterina Amalia di Solms-Laubach                             |                                                   |  |  |       |  |  |                                       |  |  |                             |  |
|                                               |                              | Giovanni Guglielmo di Sassonia-Eisenach                      | Giovanni Giorgio I di Sassonia-Eisenach           |  |  |       |  |  |                                       |  |  |                             |  |
|                                               |                              | Giovanni Guglielmo di Sassonia-Eisenach                      | Giovanni Giorgio I di Sassonia-Eisenach           |  |  |       |  |  |                                       |  |  |                             |  |
|                                               |                              | Giovanni Guglielmo di Sassonia-Eisenach                      | Giovannetta di Sayn-Wittgenstein                  |  |  |       |  |  |                                       |  |  |                             |  |
| Carolina Cristina di Sassonia-Eisenach        |                              | Giovanni Guglielmo di Sassonia-Eisenach                      |                                                   |  |  |       |  |  |                                       |  |  |                             |  |
|                                               |                              | Cristina Giuliana di Baden-Durlach                           | Carlo Gustavo di Baden-Durlach                    |  |  |       |  |  |                                       |  |  |                             |  |
|                                               |                              | Cristina Giuliana di Baden-Durlach                           | Carlo Gustavo di Baden-Durlach                    |  |  |       |  |  |                                       |  |  |                             |  |
|                                               |                              | Cristina Giuliana di Baden-Durlach                           | Anna Sofia di Brunswick-Wolfenbüttel              |  |  |       |  |  |                                       |  |  |                             |  |
|                                               |                              | Cristina Giuliana di Baden-Durlach                           |                                                   |  |  |       |  |  |                                       |  |  |                             |  |